# Хижа (Закарпатская область)
Хи́жа (укр. Хижа) — село в Королёвской поселковой общине Береговского района Закарпатской области Украины.
Население составляет более 1700 человек. Почтовый индекс — 90342. Телефонный код — 03143. Занимает площадь 5,61 км². Код КОАТУУ — 2121285601.